# Eokursor
Eokursor (Eocursor) – rodzaj wczesnego dinozaura ptasiomiednicznego żyjącego we wczesnej jurze na terenie dzisiejszej Afryki.
Jego szczątki odnaleziono w osadach formacji Lower Elliot w Republice Południowej Afryki. Autorzy opisu Eocursor parvus datowali wiek osadów, w których odkryto skamieniałości tego dinozaura na trias (noryk), jednak późniejsze badania wykazały, że skamieniałości te zostały odkryte w osadach dolnojurajskich. Holotyp (SAM-KP-K8025) obejmuje kompletny w około 25% szkielet składający się w większości z materiału pozaczaszkowego oraz fragmentów czaszki. Kręgi grzbietowe i krzyżowe nie były złączone, co sugeruje, że osobnik w chwili śmierci nie był w pełni dorosły. Eocursor parvus osiągał prawdopodobnie około 1 m długości i wysokość 30 cm w biodrach. Ogólną budową przypominał wczesnojurajskie dinozaury ptasiomiedniczne, takie jak Lesothosaurus, Scelidosaurus, Scutellosaurus i Stormbergia, jednak niektórymi cechami – zwłaszcza budową dłoni – wykazywał podobieństwa do heterodontozaurów. Kość piszczelowa oraz kości śródstopia są wydłużone w stosunku do kości udowej, co wskazuje na kursorialną specjalizację lokomotoryczną Eocursor. Od innych dinozaurów ptasiomiednicznych pozwala odróżnić eokursora unikalna mozaika cech plezjomorficznych i apomorficznych.
Jedynym oprócz eokursora stosunkowo dobrze poznanym wczesnym dinozaurem ptasiomiednicznym jest Pisanosaurus z karniku Argentyny, u którego – mimo iż wykazuje cechy charakterystyczne dla ptasiomiednicznych – liczne synapomorfie Ornithischia są niejednoznaczne lub nieobecne. U bardziej kompletnego holotypu Eocursor występuje również znacznie więcej cech kluczowych dla ptasiomiednicznych, takich jak zwiększenie liczby kręgów krzyżowych, ostro zakończony przedni krętarz oraz dystalnie rozszerzona piszczel. Analiza filogenetyczna umiejscowiła Eocursor blisko podstawy drzewa rodowego dinozaurów ptasiomiednicznych, jako takson siostrzany kladu Genasauria i bardziej zaawansowany niż heterodontozaury. Bliższa pozycja Heterodontosauridae pozostaje jednak niejasna – niektóre inne badania wskazują ją jako grupę siostrzaną marginocefali.
Nazwa gatunku typowego, Eocursor parvus, pochodzi od greckiego słowa eos („wczesny”) oraz łacińskich cursor („biegacz”) i parvus („mały”) – ze względu na wczesne występowanie tego dinozaura, jego prawdopodobne zdolności lokomotoryczne oraz niewielkie rozmiary.